# Алма (Сибињ)
Алма (рум. Alma) насеље је у Румунији у округу Сибињ у општини Алма. Oпштина се налази на надморској висини од 322 m.

## Историја
Према државном шематизму православног клира Угарске 1846. године у месту "Сас Алмаш" је живело 103 породице. Православни парох био је тада поп Јован Поповић.

## Становништво
Према подацима из 2002. године у насељу је живело 880 становника.

### Попис2002.
| Расподела становништва по националности 2002.‍ | Расподела становништва по националности 2002.‍ | Расподела становништва по националности 2002.‍ | Расподела становништва по националности 2002.‍ | Расподела становништва по националности 2002.‍ |
| --------------------------------------------- | --------------------------------------------- | --------------------------------------------- | --------------------------------------------- | --------------------------------------------- |
|                                               |                                               |                                               |                                               |                                               |
| Румуни                                        | Румуни                                        |                                               | 563                                           | 64,0%                                         |
| Мађари                                        | Мађари                                        |                                               | 288                                           | 32,7%                                         |
| Роми                                          | Роми                                          |                                               | 24                                            | 2,7%                                          |
| Немци                                         | Немци                                         |                                               | 5                                             | 0,6%                                          |